# Kim Moon-soo (Politiker)
Kim Moon-soo (koreanisch 김문수, *27. August 1951 in Yeongcheon) ist ein südkoreanischer Politiker (Gungminui-him) und früherer Gewerkschafter. Er war von 2024 bis 2025 Arbeitsminister der Republik Korea und von 2006 bis 2014 Gouverneur der Provinz Gyeonggi-do. Er war Kandidat bei der Präsidentschaftswahl in Südkorea 2025.

## Werdegang

### Kindheit und Jugend
Kim Moon-soo wurde am 27. August 1951 in Yeongcheon in der östlichen Provinz Gyeongsangbuk-do geboren. Er hat drei Brüder, von denen nur einer jünger ist als er, und drei ältere Schwestern. Er besuchte die Kyeongbuk-Oberschule in Daegu.

### Opposition zur Militärdiktatur
Kim zählte zu den führenden Köpfen der Demokratiebewegung der 1970er und 1980er Jahre. Er studierte ab 1971 Betriebswirtschaftslehre an der Seoul National University. Dort zählte Kim zu den Organisatoren von Studentenprotesten für die Demokratisierung des Landes. Er organisierte und engagierte sich in der Demokratischen Jugend- und Studentenvereinigung (Mincheonghakyeon). Zweimal wurde er wegen seines Engagements von der Hochschule ausgeschlossen, darunter während des Mincheonghakyeon-Vorfalls im Jahr 1974, bei dem 180 Mitglieder der Gruppierung angeklagt wurden. Nach seiner zweiten Exmatrikulation arbeitete er zunächst als Schneidergehilfe in verschiedenen Fabriken in Seoul und schloss sich der Gewerkschaftsbewegung an. Im Jahr 1976 wurde er Ortsvorsitzender der Koreanischen Metallarbeiter-Gewerkschaft im Unternehmen Hanil-Dorco. Nach dem Gwangju-Aufstand im Jahr 1980 wurde er vom Unternehmen entlassen und musste sein Gewerkschaftsamt niederlegen. Anschließend organisierte er weitere Arbeitskämpfe, darunter 1985 den Textilarbeiterstreik des Guro-Industriekomplexes in Seoul, und war als Gewerkschaftsfunktionär tätig. Er wurde deswegen zweimal in Seoul inhaftiert und gefoltert: in der Antikommunistischen Abteilung der Polizeistation Namyeong-dong und in Untersuchungshaft im Seodaemun-Gefängnis. Er kam unter Bewährung frei und ging für kurze Zeit ins Exil nach Japan. Kim Moon-soo kehrte bald zurück nach Südkorea. Doch wegen des Vorwurfs, sich als Hauptorganisator für freie und direkte Wahlen eingesetzt zu haben, wurde er im Jahr 1986 erneut inhaftiert. Südkorea bewegte sich nach dem Juni-Kampf 1987 auf die Demokratie zu. Kim wurde im Jahr 1988 nach zweieinhalb Jahren begnadigt. Er arbeitete zunächst einige Jahre lang als Taxifahrer.

### Politische Karriere
Infolge der neuen politischen Umstände in Südkorea und der politischen Wende im Ostblock änderte sich auch Kims politische Haltung. Zunächst trat er der sozialdemokratischen Minjungdang-Partei bei und kandidierte erfolglos fürs Parlament, bewegte sich bald aber ins konservative Lager. Er sagte: „Die Ära der Revolution ist vorbei.“ Er konnte sein Studium wieder aufnehmen und erlangte im Jahr 1994 seinen Bachelorabschluss.
Im Jahr 1996 trat Kim der konservativen Neues-Korea-Partei des ersten demokratischen Präsidenten Kim Young-sam bei, die sich ein Jahr später zur Jayu-hanguk-Partei zusammenschloss und heute in der konservativen Partei Gungminui-him aufgegangen ist. Im Jahr 1996 wurde er Abgeordneter in der Nationalversammlung, dem Gukhoe, er wurde zweimal als Abgeordneter seines Wahlkreises in Bucheon wiedergewählt und schied 2006 aus. Ebenfalls 2006 wurde er Gouverneur der Provinz Gyeonggi-do, das Amt hatte er bis 2014 inne. Erfolge hatte er dort beim Ausbau des öffentlichen Personennahverkehrs. Im Jahr 2012 bewarb er sich bei den Vorwahlen der Jayu-hanguk-Partei als Präsidentschaftskandidat, unterlag aber der späteren Präsidentin Park Geun-hye. Im Jahr 2016 kandidierte er erfolglos als Abgeordneter in Daegu sowie als Bürgermeister von Seoul.
Im Jahr 2022 berief ihn Yoon Suk-yeol zum Vorsitzenden des Wirtschafts-, Sozial- und Arbeitsausschusses des Präsidenten, in dem Arbeitgeber und Arbeitnehmer vertreten waren, um die von Yoons Regierung geplante Arbeitsmarktreform vorzubereiten. Yoon berief Kim im August 2024 zum Arbeitsminister ins Kabinett Yoon Suk-yeol. Als Yoon das Kriegsrecht im Dezember 2024 ausrief, zählte der ultrakonservative Politiker Kim Moon-soo zu den Kritikern des Amtsenthebungsverfahrens gegen Yoon, akzeptierte jedoch das Amtsenthebungsurteil. Im Parlament verweigerte er jedoch als einziger Minister eine Entschuldigungsgeste gegenüber den Abgeordneten. Er trat im April 2025 als Minister zurück, um sich auf die Präsidentschaftswahl in Südkorea 2025 vorzubereiten. In den Vorwahlen der Gungminui-him setzte er sich gegen sieben Mitbewerber durch und wurde am 3. Mai 2025 zum Kandidaten seiner Partei gekürt. Als schließlich Ministerpräsident Han Duck-soo noch ins Rennen einstieg, konnte er sich am 10. Mai erneut durchsetzen – diesmal gegen die Parteispitze, die ihren Rücktritt erklärte – und registrierte sich als Präsidentschaftskandidat der Gungminui-him.

## Werke (Auswahl)
- Kim, Moon-soo: 나 는 자유 를 꿈 꾼다, 규제 감옥 경기도 에서. Seoul 2008, ISBN 978-89-91197-62-6 (koreanisch).
- Kim, Moon-soo (Hrsg.): 나 는 일류 국가 에 목 마르다 ‚Sehnsucht nach einem erstklassigen Land‘. 김 문수, 조 갑제 할 말 은 한다 ‚Kim Moon-so und Cho Gab-je sagen, was sie sagen wollen‘. Seoul 2009, ISBN 978-89-92404-36-5 (koreanisch).
- Kim, Moon-soo: 어디 로 모실까요? ‚Wohin soll ich dich bringen?‘. 나 는 경기도 의 택시 운전사 ‚Ich bin Taxifahrer in Gyeonggi-do‘. Seoul 2010, ISBN 978-89-8120-426-6 (koreanisch).
- Kim, Moon-soo: 기다려라, 우리 가 간다 ‚Warte, wir kommen‘. Paju 2012, ISBN 978-89-966498-6-1 (koreanisch).